# Abel Manouvriez
Abel Manouvriez (Valenciennes, 24 août 1883 - Paris, 14 juin 1963) était un journaliste d'extrême droite et militant nationaliste français.

## Biographie
Avocat de formation, Manouvriez était un ancien élève du critique d'art et militant d'Action française Louis Dimier. Il se consacra essentiellement au journalisme et fut un fervent admirateur du pamphlétaire antisémite Édouard Drumont.
Manouvriez collabora notamment à la Revue syndicaliste, puis, à partir de 1908, à L'Action française de Charles Maurras où il tenait la chronique judiciaire.
Il a également écrit pour divers journaux d'extrême droite (nationalistes et/ou collaborationnistes) tels Panache, Candide, Je suis partout, Ric et Rac, Aspects de la France, Les Libertés françaises.
Manouvriez présida également l'Association des amis de Rivarol, ainsi que Les Amis d'Édouard Drumont, deux associations fondées avec Hubert Biucchi.